# جول سالم سنان

تعديل مصدري - تعديل

جول سالم سنان هي إحدى قرى عزلة جعار بمديرية خنفر التابعة لمحافظة أبين، بلغ تعداد سكانها 239 نسمة حسب تعداد اليمن لعام 2004.